# Buarainech
A la mitologia irlandesa, Buarainech era un gegant, pare de Balar el rei dels fomorians, éssers semidivins que haurien habitat Irlanda en temps immemorials. Squire glossa el nom com «amb cara de vaca».